# Listă de filme despre războaie din Antichitate
Aceasta este o listă de filme artistice despre războaie din Antichitate.
|  |

## Antichitatea greacă
| An   | Țara                              | Nume                                              | Regizor                        | Actori | Note / Ref. |
| ---- | --------------------------------- | ------------------------------------------------- | ------------------------------ | --- | ----------- |
| 1960 | Franța Italia                     | Bătălia de la Marathon (La battaglia di Maratona) | Jacques Tourneur și Mario Bava | Steve Reeves, Mylène Demongeot, Sergio Fantoni, Daniela Rocca, Philippe Hersent, Alberto Lupo, Daniele Vargas |             |
| 1941 | India                             | Sikandar (Alexandru)                              | Sohrab Modi                    | |             |
| 1956 | Statele Unite ale Americii        | Alexandru cel Mare (Alexander the great)          | Robert Rossen                  | Richard Burton, Fredric March, Danielle Darrieux, Claire Bloom                                                |             |
| 2004 | Statele Unite ale Americii Franța | Alexandru (Alexander)                             | Oliver Stone                   | Colin Farrell, Angelina Jolie, Val Kilmer, Jared Leto, Anthony Hopkins                                        |             |
| 2007 | Statele Unite ale Americii        | 300 - Eroii de la Termopile, 300 (film)           | Zack Snyder                    | Gerard Butler, Lena Headey, David Wenham, Dominic West, Vincent Regan, Rodrigo Santoro                        |             |

### Războiul Troiei
| An   | Țara                              | Nume                            | Regizor            | Actori | Note / Ref.                                        |
| ---- | --------------------------------- | ------------------------------- | ------------------ | --- | -------------------------------------------------- |
| 1956 | Statele Unite ale Americii        | Elena din Troia (Helen of Troy) | Robert Wise        | Rossana Podestà, Stanley Baker, Sir Cedric Hardwickeand, Jacques Sernas, Niall MacGinnis, Maxwell Reed Nora Swinburne, Robert Douglas, Torin Thatcher, Harry Andrews, Janette Scott, Ronald Lewis, Eduardo Ciannelli, Esmond Knight și Brigitte Bardot | Film bazat pe epopeea Iliada de Homer              |
| 2003 | Statele Unite ale Americii        | Elena din Troia (Helen of Troy) | John Kent Harrison | Sienna Guillory, Matthew Marsden, Rufus Sewell, James Callis, John Rhys-Davies, Maryam d'Abo, Stellan Skarsgård | Miniserial de televiziune bazat pe Iliada de Homer |
| 2004 | Statele Unite ale Americii        | Troia (Troy)                    | Wolfgang Petersen  | Peter O'Toole, Brad Pitt, Eric Bana, Orlando Bloom, Diane Kruger, Sean Bean, Brian Cox, Brendan Gleeson, Rose Byrne, Garrett Hedlund, Tyler Mane | Film bazat pe Iliada de Homer                      |
| 1954 | Italia Statele Unite ale Americii | Ulise (Ulisse)                  | Mario Camerini     | Kirk Douglas, Silvana Mangano, Anthony Quinn | Film bazat pe Odiseea de Homer                     |

## Antichitatea romană
- Iulius Caesar (1914) regia de Enrico Guazzoni, Italia, cu Amleto Novelli și Gianna Terribili Gonzales.
- Spartaco (Spartacus) (1953), Italia, Franța, de Riccardo Freda, cu Massimo Girotti și Ludmila Tcherina.
- Gladiatorii (Demetrius and the Gladiators) (1954) de Delmer Daves, USA, cu Victor Mature, Jay Robinson și Susan Hayward.
- Iulius Caesar / Iuliu Cezar (1953) (Iulius Caesar) (1953), USA, cu Marlon Brando, James Mason.
- Attila, biciul lui Dumnezeu (Attila) (Attila, il flagello di Dio) (1954) Italia, de Pietro Francisci cu Anthony Quinn și Sophia Loren
- Spartacus (1960) de Stanley Kubrick, USA, cu Kirk Douglas și Jean Simmons.
- Căderea Imperiului Roman (1964) de Anthony Mann, USA, cu Alec Guinness și Sophia Loren.
- Iulius Caesar (1970) de Stuart Burge, USA, cu Charlton Heston.
- Gladiatorul (Gladiator) (2000) de Ridley Scott, USA, cu Russell Crowe.
- Attila hunul (2001), USA, de Dick Lowry, cu Gerard Butler.
- Vercingétorix: La Légende du druide roi (Vercingétorix: Legenda regelui druid) de Jacques Dorfmann (2003), Franța, cu Christophe Lambert Klaus Maria Brandauer.
- Regele Arthur (2004) de Antoine Fuqua, USA, cu Clive Owen, Keira Knightley, Ioan Gruffudd
- Hannibal: Cel mai rău Coșmar al Romei (2006) de Edward Bazalgette, Regatul Unit.
- Ultima Legiune (2007), de Doug Lefler, Slovacia, Tunisia, Italia, Statele Unite ale Americii, Franța, Regatul Unit, cu Colin Firth, Ben Kingsley și Aishwarya Rai.
- Centurion (2010) de Neil Marshall, Regatul Unit, cu Michael Fassbender, Dominic West, Olga Kurylenko.
- Spartacus: Nisip însângerat (Spartacus: Blood and Sand) (2010), USA, de Steven S. DeKnight, cu Andy Whitfield, Lucy Lawless, John Hannah, serial de televiziune.
- Spartacus: Zeii Arenei (Spartacus: Gods of the Arena) (2011) USA, de Steven S. DeKnight, cu Dustin Clare, Lucy Lawless, John Hannah, Manu Bennett, serial de televiziune.
- Spartacus: Răzbunarea (Spartacus: Vengeance) (2011), USA, de Steven S. DeKnight, cu Liam McIntyre, Manu Bennett, serial de televiziune.
- Acvila celei de-a noua Legiuni (The Eagle) Regatul Unit, Statele Unite ale Americii (2011) de Kevin Macdonald, cu Channing Tatum, Jamie Bell, Mark Strong.
- Spartacus: Războiul Damnaților (Spartacus: War of the Damned), USA (2012), serial de televiziune.
- , Bătălia pentru Roma (Kampf um Rom), cu Laurence Harvey, Orson Welles, Sylva Koscina, Harriet Andersson,  Honor Blackman, Robert Hoffmann, Michael Dunn, Ingrid Boulting (ca Ingrid Brett), Lang Jeffries, Florin Piersic, Emanoil Petruț, Friedrich von Ledebur, Dieter Eppler, Ewa Strömberg
  - Bătălia pentru Roma I (germană: Kampf um Rom I) Germania, Italia, România, (1968) regizat de Robert Siodmak, regizor secund: Sergiu Nicolaescu.
  - Bătălia pentru Roma II (germană: Kampf um Rom II - Der Verrat) Germania, Italia, România, (1969) regizat de Robert Siodmak.

### Cucerirea Egiptului de către romani
- Cezar și Cleopatra (Caesar and Cleopatra) (1945), Regatul Unit, cu Claude Rains și Vivien Leigh, produs și regizat de Gabriel Pascal
- Cleopatra, Statele Unite ale Americii, cu Claudette Colbert, William Warren, Henry Wilcoxon, Joseph Schildkraut, Ian Keith, produs și regizat de Cecil B. DeMille.
- Cleopatra, Statele Unite ale Americii, cu Elizabeth Taylor și Richard Burton, regia de  Joseph L. Mankiewicz.
- Cleopatra, film de televiziune american cu Leonor Varela, Timothy Dalton, Billy Zane, Rupert Graves, regia de Franc Roddman
- Antony and Cleopatra (1908) film mut american realizat de J. Stuart Blackton și Charles Kent
- Cléopâtre (1910) film mut francez realizat de Henri Andréani și Ferdinand Zecca
- Marcantonio e Cleopatra (1913) film mut italian realizat de Enrico Guazzoni
- Anthony and Cleopatra (1924) film mut american realizat de Bryan Foy
- Antonius und Cleopatra (1963) film de televiziune german realizat de Rainer Wolffhardt
- Antoine et Cléopâtre (1967), Franța, film de televiziune de Jean Prat
- Antoniu și Cleopatra (Antony and Cleopatra) (1972) Statele Unite ale Americii, Spania, Elveția realizat de Charlton Heston
- Antony & Cleopatra (1974), film britanic realizat de Jon Scoffield cu Royal Shakespeare Company
- Antony & Cleopatra (1981) film american realizat de Jonathan Miller
- Antony & Cleopatra (1983) film american realizat de Lawrence Carra

### Dacia
| An   | Țara           | Nume      | Regizor            | Actori | Note / Ref. |
| ---- | -------------- | --------- | ------------------ | --- | ----------- |
| 1967 | România Franța | Dacii     | Sergiu Nicolaescu  | Amza Pellea, Pierre Brice, Emil Botta, György Kovács, Georges Marchal, Geo Barton, Septimiu Sever, Mircea Albulescu, Nicolae Secăreanu, Vasile Cosma, Alexandru Herescu, Marie-José Nat                                   |             |
| 1969 | România        | Columna   | Mircea Drăgan      | Richard Johnson, Antonella Lualdi, Ilarion Ciobanu, Amedeo Nazzari, Ștefan Ciubotărașu, Florin Piersic, Amza Pellea, Sidonia Manolache, Emil Botta, Franco Interlenghi, Mircea Albulescu, Gheorghe Dinică                 |             |
| 1980 | România        | Burebista | Gheorghe Vitanidis | George Constantin, Emanoil Petruț, Ion Dichiseanu, Ernest Maftei, Ioana Bulcă, Constantin Dinulescu, Alexandru Repan, Ștefan Sileanu, Ovidiu Iuliu Moldovan, Șerban Ionescu, Vlad Rădescu, Nicolae Iliescu, Szabolcs Cseh |             |